# Centro trasmittente di Monte Mario

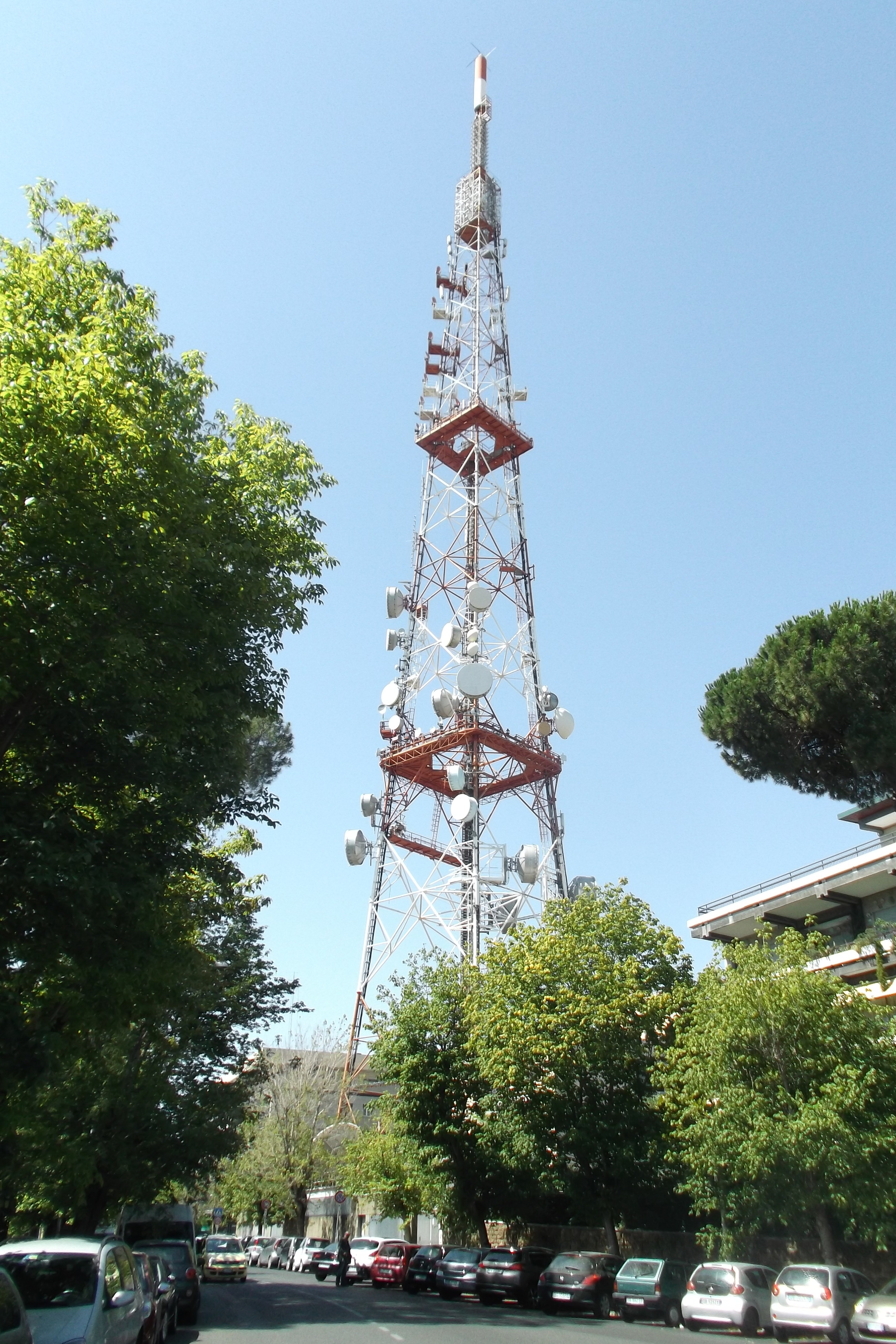
Il traliccio antenna del centro trasmittente

Il centro trasmittente di Monte Mario a Roma è la più antica postazione di diffusione di segnale radiotelevisivo d'Italia.
Attiva dal 2 dicembre 1937 e operativa dal 22 luglio 1939, si trova in via Alberto Cadlolo, nel quartiere Trionfale, sulla collina di Monte Mario.
Sul traliccio ivi presente, di proprietà di Rai Way, sono ospitati i ripetitori di Rai, Mediaset, Persidera e diverse radio e televisioni locali.

## Storia
La costruzione del centro di trasmissione si deve all'iniziativa dell'ingegnere Alessandro Banfi, già artefice nel 1929 delle prime trasmissioni sperimentali televisive in Italia dagli studi di Milano dell'EIAR, che poi sarebbe divenuta Rai nel dopoguerra.
Banfi, avendo espresso la necessità che l'ente radiofonico di Stato si dotasse di impianti sperimentali per la televisione oltre che quelli regolari per la radiofonia, individuò già nel 1935 in Monte Mario il punto migliore per costruire a Roma una stazione trasmittente.
Nel 1939 il centro fu pronto per le prime trasmissioni sperimentali, che riguardarono la diffusione delle riprese televisive dall'istituendo "Villaggio balneare" allestito presso il Circo Massimo capitolino; il 22 luglio l'inaugurazione del Villaggio fu oggetto delle prime immagini televisive diffuse in Italia ed esistono resoconti circa il fatto che i primi segnali emessi dall'antenna trasmettitrice di Monte Mario furono visti da un residente dell'isola di Guernsey, già noto nel Regno Unito per essere «il più lontano telespettatore della BBC», emittente di Stato britannica che all'epoca già produceva alcune ore di trasmissione televisiva giornaliera.
Il 3 gennaio 1954 Monte Mario fu uno dei sette ripetitori che diffuse su tutto il territorio del Paese il Programma Nazionale (oggi Rai 1), inaugurando ufficialmente l'epoca della televisione in Italia.
Nel 2000 l'impianto fu conferito a Rai Way, la società del gruppo che ha in carico la rete di trasmissione e diffusione del segnale radiotelevisivo in Italia.
A fine 2007, a seguito di un accordo con Elettronica Industriale, Telecom Italia Media Broadcasting e altri soggetti, Rai Way concentrò nel proprio centro di trasmissione a Monte Mario la diffusione dei segnali di Mediaset, LA7 e Radio Radicale al fine di ridurre le infrastrutture di trasmissione nella zona.
Dal 30 novembre 2009, a seguito del completo switch-off del segnale video analogico nel Lazio, il centro trasmittente di Monte Mario diffonde solo segnale digitale.